# Flandrija
Flandrija ili Flamanska je jedna od triju regija u Belgiji. Površina joj je 13 522 km². Broj stanovnika iznosi 6 589 069 stanovnika od kojih je većina Flamanaca.
Flandrija (Flamanska) je podijeljena na 5 pokrajina:
- 1. Antwerpen
- 2. Limburg
- 3. Istočna Flandrija
- 4. Flamanski Brabant
- 5. Zapadna Flandrija

## Poveznice
- flamanski jezik